# Диас, Начо
Игна́сио Д;ас Баррага́н (исп. Ignacio Díaz Barragán; род. 27 июня 2000, Хаэн, Андалусия) — испанский футболист, нападающий американской студенческой команды Университета Эвансвилла «Эвансвилл Пёпл Эйсес».

## Клубная карьера
Начо является воспитанником футбольной академии клуба «Реал Хаэн». Некоторое время он также провёл в системе «Севильи», а в 2015 году присоединился к «Вильярреалу». Начо был арендован «Родой» на сезон 2016/17.

## Карьера в сборной
В 2017 году Начо был вызван главным тренером юношеской сборной Испании Санти Денией на юношеский чемпионат Европы (до 17 лет) в Хорватии. Он принял участие в четырёх встречах первенства и забил важный гол в финальном матче против англичан. Ему удалось стать чемпионом Европы в составе этой команды.

## Достижения
- Чемпион Европы (до 17): 2017